# Inzidenz (Geometrie)
Inzidenz ist in der Geometrie die einfachste Beziehung, die zwischen geometrischen Elementen wie Punkt, Gerade, Kreis, Ebene etc. auftreten kann. Inzidenz besteht, wenn beispielsweise ein Punkt auf einer Geraden liegt, eine Ebene eine Gerade enthält oder jeweils umgekehrt. Mathematisch gesprochen handelt es sich also um eine Relation, d. h. um eine Teilmenge der Vereinigung der kartesischen Produkte der Menge der Punkte mit der Menge der Geraden, der Menge der Geraden mit der Menge der Punkte, der Menge der Ebenen mit der Menge der Geraden, der Menge der Punkte mit der Menge der Ebenen etc.

## Definition
Eine geometrische Struktur mit Inzidenzrelation ist eine mathematische Struktur
{\displaystyle {\mathfrak {I}}=\langle M_{1},M_{2},\dots ,{\textbf {F}}\rangle }
bestehend aus Mengen {\displaystyle M_{i}} von Punkten, Geraden, Ebenen etc.
zusammen mit einer Relation
{\displaystyle {\textbf {F}}\subseteq M_{1}\times M_{2}\cup M_{1}\times M_{3}\cup \ldots M_{2}\times M_{3}\cup \ldots M_{2}\times M_{1}\cup \ldots ,}
welche die Inzidenz definiert. (Bei der rechtsstehenden Vereinigung von kartesischen Produkten werden die Produkte aller Paare von Mengen {\displaystyle (M_{j},M_{k})}, mit {\displaystyle j\neq k}, die zu der Struktur gehören, gebildet.) Die Relation
{\displaystyle {\textbf {F}}} wird auch als Fahnenmenge der Struktur bezeichnet.

## Geschichte und Bedeutung
Der Inzidenzbegriff spielt spätestens seit David Hilberts axiomatischer Grundlegung in der Geometrie eine Rolle, da mit Hilberts Ansatz nicht mehr versucht wird, Beschreibungen der „Natur“ von geometrischen Objekten zu geben, sondern diese Objekte allein durch ihre mathematisch fassbaren Beziehungen untereinander definiert werden. Hilbert nennt seine Inzidenzaxiome „Axiome der Verknüpfung“ und fasst sie in der Gruppe I seines Axiomensystems zusammen. Das Parallelenaxiom, das formal ebenfalls zu den Inzidenzaxiomen gehört, bildet bei Hilbert eine eigene Gruppe (IV). Wenn man auf das Parallelenaxiom verzichtet und Hilberts Axiomengruppe III (Axiome der Kongruenz) abschwächt, gelangt man zur absoluten Geometrie, einer Verallgemeinerung auch für nichteuklidische Geometrien.
Unter Inzidenzgeometrie versteht man in der synthetischen Geometrie noch allgemeiner eine geometrische Struktur, die allein auf Inzidenzaxiomen (und eventuell weiteren Reichhaltigkeitsaxiomen) beruht.
In der neueren, insbesondere der angloamerikanische Literatur wird auf den Begriff der Inzidenz (als gesondert definierte Relation) häufig verzichtet und die Relation inhaltlich weitgehend durch die „ist Element von“-Relation oder allgemeiner „ist Teilmenge von“-Relation und deren Umkehrungen ersetzt. Dann ist die Inzidenz ein Oberbegriff für diese mengentheoretisch definierten Relationen. Der Vorteil der klassischen Inzidenzrelation besteht darin, dass diese Relation symmetrisch definiert werden kann und damit elegantere Formulierungen für dualisierbare Aussagen der projektiven Geometrie zulässt. Daneben kann man prinzipiell auf diese Weise auch eine Geometrie beschreiben, in der es unterschiedliche leere Objekte gibt, etwa Geraden, die mit keinem Punkt inzidieren. Solche Anwendungen haben sich als wenig fruchtbar erwiesen und kaum überdauert.
Der ursprüngliche, historische Zweck, eine „Enthalten oder Umfassen“-Relation zu definieren, die nicht auf der Elementrelation und der Teilmengenrelation aufbaut, war es wohl, möglichst wenige Axiome der Mengenlehre beim Aufbau der Geometrie zu benutzen. Die in Relation stehenden Objekte sind aus heutiger Sicht auch bei einer Formulierung der geometrischen Axiome mit einer nichtmengentheoretischen Inzidenzrelation (bei der zum Beispiel Geraden keine Punktmengen sind, aber mit Punkten inzidieren können) als Mengen im Sinne der Zermelo-Fraenkel-Mengenlehre anzusehen.

## Sprechweisen
Neben den bekannten Sprechweisen „ein Punkt p liegt auf einer Geraden G“ oder „eine Ebene {\displaystyle {\mathcal {E}}} enthält eine Gerade G“ für „p inzidiert mit G“ bzw. „G inzidiert mit {\displaystyle {\mathcal {E}}}“ sind auch folgende Sprechweisen üblich:
- Inzidieren zwei verschiedene Geraden mit demselben Punkt, ist dies der Schnittpunkt der Geraden.
- Inzidieren zwei verschiedene Punkte mit derselben Geraden, ist diese die Verbindungsgerade der Punkte.
- Inzidieren mehrere Punkte mit derselben Geraden, heißen sie kollinear.
- Inzidieren mehrere Geraden mit demselben Punkt, heißen sie kopunktal.

## Beispiele für Strukturen mit einer Inzidenzrelation
- affine und projektive Ebenen
- Polygone und Polyeder
- Euklidischer Raum
- Möbius-Ebene
- Bei geeigneter Definition der Inzidenz aber auch Tische, Stühle und Bierseidel.